# Brachyphylla cavernarum
Brachyphylla cavernarum is een vleermuis uit het geslacht Brachyphylla die voorkomt in de Antillen van Puerto Rico tot Barbados en Saint Vincent. De verwante, maar kleinere B. nana uit de rest van de Grote Antillen wordt soms als een ondersoort van B. cavernarum gezien. Er worden drie ondersoorten erkend: minor Miller, 1913 op Barbados, cavernarum Gray, 1834 in de rest van de Kleine Antillen en op Saint Croix in de Maagdeneilanden, en intermedia Swanepoel & Genoways, 1978 op Puerto Rico en de rest van de Maagdeneilanden. De soort is bekend uit het Laat-Pleistoceen van Puerto Rico en het Holoceen van Antigua.
De soort is gevonden in allerlei habitats, van regenwouden tot tuinen. Meestal rust het dier in vochtige grotten of tunnels, waar ze grote kolonies vormen (op Antigua omvatte een kolonie naar schatting meer dan 20.000 dieren). Doordat de dieren agressief zijn tegenover elkaar, zijn de kolonies overdag lawaaiig en onrustig. B. cavernarum eet stuifmeel, nectar, fruit en insecten. Vaak worden fruitbomen "aangevallen" door grote groepen B. cavernarum, waarbij Jamaicavruchtenvampiers die ook een graantje willen meepikken worden weggejaagd. Waarschijnlijk paren de dieren in februari en worden de jongen na een zwangerschap van zo'n vier maanden in juni geboren. Een jong begint na twee maanden spontaan te vliegen. In een goed jaar kunnen vrouwtjes een tweede jong krijgen.
B. cavernarum is een grote, krachtige vleermuis. De korte snuit eindigt in een neusblad dat op de neus van een varken lijkt. De lange, dikke vacht is vuilwit tot bruin. De vleugels zijn breed. Mannetjes zijn meestal groter dan vrouwtjes. Voor de grootste ondersoort, cavernarum, bedraagt de totale lengte 80 tot 103 mm, de achtervoetlengte 17 tot 23 mm, de oorlengte 18 tot 24 mm, de voorarmlengte 59 tot 71,1 mm, de schedellengte 30,4 tot 33,3 mm, de vleugelspanwijdte zo'n 440 mm en het gewicht 34 tot 55 g. Voor de kleine ondersoort minor bedraagt de totale lengte 86 tot 94 mm, de achtervoetlengte 20 tot 23 mm, de oorlengte 22 tot 23 mm, de voorarmlengte 59,2 tot 63,1 mm en de schedellengte 29,6 tot 31,2 mm. Het karyotype bedraagt 2n=32, FN=60, de lichaamstemperatuur ongeveer 40 °C.